# Tabontabon
Tabontabon is een gemeente in de Filipijnse provincie Leyte op het eiland Leyte. Bij de laatste census in 2007 had de gemeente bijna 10 duizend inwoners.

## Geografie

### Bestuurlijke indeling
Tabontabon is onderverdeeld in de volgende 16 barangays:
| - Amandangay - Aslum - Balingasag - Belisong - Cambucao - Capahuan - District I Pob. - District II Pob. | - District III Pob. - District IV Pob. - Guingawan - Jabong - Mercadohay - Mering - Mohon - San Pablo |

## Demografie
Tabontabon had bij de census van 2007 een inwoneraantal van 9.518 mensen. Dit zijn 1.146 mensen (13,7%) meer dan bij de vorige census van 2000. De gemiddelde jaarlijkse groei komt daarmee uit op 1,79%, hetgeen lager is dan het landelijk jaarlijks gemiddelde over deze periode (2,04%). Vergeleken met de census van 1995 is het aantal mensen met 1.971 (26,1%) toegenomen.

De bevolkingsdichtheid van Tabontabon was ten tijde van de laatste census, met 9.518 inwoners op 24,18 km², 393,6 mensen per km².